# Oxmo Puccino
Oxmo Puccino cuyo nombre original es Abdoulaye Diarra, es un músico de rap francés nacido en Ségou, Malí en 1974. Sus seguidores se refieren al artista llamándolo afectuosamente Oxmo y también le dan el apodo de Black Jacques Brel por su principal característica artística que se encuentra en su prosa con base en metáforas y frases contundentes. Además, Oxmo se considera "cancionero" y "poemien".
Oxmo es hermano de Mamoutou Diarra, jugador internacional francés de baloncesto. Vivió en el XIX Distrito de París desde los cinco años y allí conoció a otro rapero, Pit Baccardi, con quien integró el colectivo Time Bomb y colaboró con grupos como los X-Men o Lunatic (Booba y Ali). Cuando Time Bomb se separa, Oxmo Puccino firma un contrato con la discográfica Virgin y en 1998, graba su primer disco: Opéra Puccino. Solo hasta 2006 será recompensando el álbum con la certificación disco de oro.
Después de veinte años de carrera, Oxmo es el único MC en haber colaborado con la casi totalidad de los grandes nombres del rap francés y en haber frecuentado distintos estilos y panoramas de este género y otros.

## Discografía

### Álbumes
- 1998: Opéra Puccino
- 2001: L'amour est Mort
- 2004: Le Cactus de Sibérie
- 2006: Lipopette Bar
- 2007: La Réconciliation (Mixtape)
- 2009: L'Arme de Paix
- 2012: Roi sans carrosse
- 2015: La Voix Lactée

### Otros álbumes en los que ha aparecido
- 1996: Pucc. Fiction
- 1996: Oxmo Puccino
- 1997: Mama Lova
- 1998: Esprits Mafieux
- 1999: Black December
- 2000: Les plus class
- 2002: Le parcours d'une larme
- 2003: Derrière Les Projecteurs
- 2003: Tarif C (BO TAXI 3)
- 2007: Psychédélices con Alizée